# William Cooper (żeglarz)
William Hunting „Bill” Cooper (ur. 4 sierpnia 1910 w Los Angeles, zm. 28 marca 1968 w hrabstwie Orange) – amerykański żeglarz sportowy, medalista olimpijski.
Podczas letnich igrzysk olimpijskich w Los Angeles (1932) zdobył złoty medal w żeglarskiej klasie 8 metrów, wspólnie z Owenem Churchillem, Karlem Dorseyem, Johnem Biby, Robertem Suttonem, Pierpontem Davisem, Alanem Morganem, Alphonse’em Burnandem, Thomasem Websterem, Johnem Huettnerem, Richardem Moore’em i Kennethem Careyem.
William Cooper był bratankiem Owena Churchilla oraz kuzynem Antonii Churchill, która również uprawiała żeglarstwo i reprezentowała Stany Zjednoczone na olimpiadzie w Berlinie w 1936, w klasie 8 metrów. W 1933 ukończył studia na Uniwersytecie Kalifornijskim w Los Angeles. Później, jako inżynier, pracował m.in. w Douglas Aircraft Company.